# Герстенгрунд
Герстенгрунд (њем. Gerstengrund) општина је у њемачкој савезној држави Тирингија. Једно је од 61 општинског средишта округа Вартбург. Према процјени из 2010. у општини је живјело 60 становника. Посједује регионалну шифру (AGS) 16063033.

## Географски и демографски подаци
Герстенгрунд се налази у савезној држави Тирингија у округу Вартбург. Општина се налази на надморској висини од 500 метара. Површина општине износи 4,6 km². У самом мјесту је, према процјени из 2010. године, живјело 60 становника. Просјечна густина становништва износи 13 становника/km².